# Федченко, Степан Михайлович
Степан Михайлович Федченко (7 июля 1913 — 12 апреля 1989) — помощник командира взвода противотанковых ружей, командир миномётного отделения моторизованного батальона автоматчиков 19-й гвардейской танковой бригады, гвардии старший сержант, участник Великой Отечественной войны, кавалер ордена Славы трёх степеней.

## Биография
Родился 7 июля 1913 года в селе Песчаный Брод (ныне в Александрийском районе Кировоградской области Украины) в крестьянской семье. Украинец. После окончания 5 классов в школе в родном селе работал в колхозе.
С 1937 по 1939 год служил в Красной Армии. После увольнения в запас вернулся на родину. В июне 1941 года повторно призван в Красную Армию Александрийским РВК, Украинская ССР, Кировоградская область. Участник Великой Отечественной войны. Воевал на Воронежском, Сталинградском, 1-м и 2-м Украинском, 2-м и 3-м Белорусском фронтах.
В июне 1944 года в ходе боёв за освобождение Толочинского района (Витебская область, Белоруссия) взвод огнём автоматов и противотанковых ружей уничтожил самоходную пушку 4 станковых пулемёта, 2 артиллерийских орудия, 73 солдата и офицера противника, взял в плен 28 человек. Приказом командира 19-й гвардейской танковой бригады от 15 июля 1944 года № 14/н был награждён орденом Красной Звезды.
Помощник командира взвода противотанковых ружей, командир миномётного отделения моторизованного батальона автоматчиков 19-й гвардейской танковой бригады 5-я гвардейская танковая армия, 3-й Белорусский фронт) гвардии старший сержант Федченко Степан Михайлович 7 июля 1944 года в бою за населённый пункт Богданове (Воложинский район Минской области) из ПТР вывел из строя миномёт и пулемёт противника. 9 июля 1944 года в боях за город Вильнюс подавил пулемётную точку и сразил 4-х гитлеровцев.
Приказом командира 3-го гвардейского танкового корпуса от 30 июля 1944 года № 34/н был награждён орденом Славы 3-й степени.
11 октября 1944 года командир миномётного расчёта (1-й Прибалтийский фронт) Федченко С. М. в бою за населённый пункт Рюнхайде (в 6 км северо-восточнее города Мемель, ныне Клайпеда, Литва) метким огнём поразил свыше отделения гитлеровцев, чем содействовал успеху наступления стрелковых подразделений. Был представлен к ордену Отечественной войны 2-й степени.
Приказом командующего 5-й гвардейской танковой армии генерал-лейтенанта Вольского В. Т. от 17 ноября 1944 года № 166/н был награждён орденом Славы 2-й степени.
28 февраля 1945 года в боях под городом Руммельсбург (Германия, ныне город Мястко Бытувского повята Поморского воеводства, Польша) заменил раненого командира миномётной роты, отразил две контратаки противника, уничтожив до 80 солдат и офицеров противника. 16 марта 1945 года в районе города Гдыня (Польша) поддерживал миномётным огнём наступление стрелковых подразделений. Подавил 4 станковых пулемёта, 2 орудийных расчёта, до роты гитлеровцев.
Указом Президиума Верховного Совета СССР от 29 июня 1945 года Федченко Степан Михайлович награждён орденом Славы 1-й степени. Стал полным кавалером ордена Славы.
За время войны был трижды ранен.
В октябре 1945 года был демобилизован в звании старший сержант. Вернулся на родину.
Жил в селе Песчаный Брод (Александрийский район) Кировоградской области, Украина. Работал в конторе «Заготзерно» в селе Королёвка Александрийского района. Умер 12 апреля 1989 года.

## Награды
- Орден Отечественной войны I степени (11.03.1985)[5]
- Орден Красной Звезды (15.07.1944)[6]
- Полный кавалер ордена Славы:
  - орден Славы I степени (29.06.1945)[7];
  - орден Славы II степени (17.11.1944)[8];
  - орден Славы III степени (30.07.1944)[9];
- медали, в том числе:
  - «За оборону Сталинграда» (1 мая 1944)
  - «В ознаменование 100-летия со дня рождения Владимира Ильича Ленина» (6 апреля 1970)
  - «За победу над Германией в Великой Отечественной войне 1941—1945 гг.» (9 мая 1945[10])

- - «20 лет Победы в Великой Отечественной войне 1941—1945 гг.» (7 мая 1965[11])
  - «30 лет Победы в Великой Отечественной войне 1941—1945 гг.»[12]
  - 40 лет Победы в Великой Отечественной войне 1941—1945 гг.[13]
  - «30 лет Советской Армии и Флота»[14]
  - «40 лет Вооружённых Сил СССР»[15]
  - «50 лет Вооружённых Сил СССР» (26 декабря 1967[16])
- Знак «25 лет победы в Великой Отечественной войне» (1970)

## Память
- На могиле установлен надгробный памятник
- Его имя увековечено в Главном Храме Вооружённых сил России, и навсегда запечатлено на мемориале «Дорога памяти»